# Ektoderm
Ektoderm (grč. ektos - "van" i derma "koža") je vanjski zametni listić gastrule svih višestaničnih životinja. Druga dva sloja su mezoderm (srednji sloj) i endoderm (unutrašnji sloj). Nastaje iz vanjskog sloja zametnih stanica.
Općenito govoreći, ektoderm se diferencira kako bi nastali živčani sustav (kralježnica, periferni živci i mozak), zubna caklina i pousmina (vanjski dio pokrovnog sustava). Iz ektoderma se također formira analni otvor, nosnice, žlijezde znojnice, kosa i nokti.
Kod kralježnjaka ektoderm se sastoji od tri dijela: površinski ektoderm, neuralni greben i neuralna cijev. Neuralni greben i neuralna cijev poznati su pod zajedničkim nazivom neuroektoderm.

## Povijest
Ruski biolog Heinz Christian Pander je zaslužan za otkriće triju zametnih listića koji se stvaraju tijekom emgriogeneze. Pander je dobio doktorat iz zoologije na Sveučilištu u Wurzburgu 1817. Započeo je izučavanja u embriologiji koristeći kokošja jaja, zahvaljujući kojima je otkrio ektoderm, mezoderm i endoderm. Zbog ovih otkrića, Pander se ponekad naziva "utemeljiteljem embriologije". Panderov rad na ranim zamecima nastavio je prusko-estonski biolog Karl Ernst von Baer, koji je istraživao zametne listiće kod različitih vrsta te tako proširio ovo načelo na sve kralježnjake. Baer je također zaslužan za otkriće blastule. Svoja saznanja, uključujući i teoriju o zametnim listićima, objavio je u udžbeniku O povijesti razvoja životinja, koji je objavljen 1828.

## Diferencijacija

### Početna pojava
Na početku procesa gastrulacije, zametak se sastoji od velikog broja stanica. Ima oblik šuplje kugle i naziva se blastula. Dijeli se na dva dijela: životinjsku i biljnu hemisferu. Iz životinjske hemisfere kasnije se razvije ektoderm.

### Rani razvoj
Kao i druga dva zametna listića, mezoderm i endoderm, ektoderm se formira nedugo nakon što je oplođena jajna stanica i započeta brza dioba stanica. Epiderma kože potječe iz dorzalnog ektoderma koji okružuje neuroektoderm u ranom stadiju gastrule. Položaj the ektoderma u odnosu na druge zametne listiće povezan je sa "selektivnim afinitetom", što znači da unutarnja površina ektoderma ima jak afinitet prema mezodermu i slab afinitet prema endodermu. Ovaj selektivni afinitet mijenja se tijekom različitih razdoblja razvoja. Snaga privlačenja između površina dvaju zametnih slojeva je određena količinom i vrstom molekula kaderina, bjelančevina koje se nalaze u staničnoj membrani. Na primjer, N-kaderin je presudan u razdvajanju prethodnica živčanih stanica od prethodnica epitelnih stanica. Notokord, vezivno tkivo koje se proteže od razine hipofize do kraja kralježnične moždine, djeluje stimulativno razvoj živčanog sustava.

#### Gastrulacija
Tijekom procesa gastrulacije, posebna vrsta stanica uvlači se u rupu na površini blastule. Te stanice se šire prema unutra te se premještaju prema unutarnjoj strani blastule. Neke stanice vanjskog sloja animalnog pola su predodređene da postanu stanice srednjeg zametnog sloja zvanog mezoderm, koji je smješten između ektoderma i endoderma.

### Kasniji razvoj
Kada nastanu tri zametna listića kod zametka, diferencijacija stanica kod svakog pojedinog sloja se nastavlja. Sljedeći važan događaj je proces neurulacije, čiji je ishod nastanak neuralne cijevi, neuralnog grebena i epiderme kože. Iz ove tri sastavnice ektoderma nastat će različite vrste stanica. Neuralna cijev će postati središnji živčani sustav, iz stanica neuralnog grebena će nastati stanice središnjeg živčanog sustava, melanociti, facijalna hrskavica i dentin zubi. Iz epidermalnih stanica nastaju epiderma, kosa, nokti, žlijezde lojnice, njušni i usni epitel, kao i oči.

#### Neurulacija
Neurulacija se sastoji od primarne i sekundarne neurulacije. Tijekom primarne neurulacije, stanice notokorda daju signale susjednim, površinskim stanicama ektoderma da se razmjeste na leđnu stranu, gdje će se formirati stanice neuralne ploče. Ektoderm nastavlja rasti i ektodermalne stanice neuralne ploče se savijaju prema unutra. Savijanje tih stanica popraćeno velikim brojem staničnih dioba nastavlja se sve dok se ne razvije druga skupina stanica unutar neuralne ploče - dorzolateralne stanice. Te stanice su klinastog oblika, a ispod njih se nalazi neuralni greben. Stanice neuralnog grebena se povlače između stanica prethodnica epiderme i šuplje neuralne cijevi.

#### Organogeneza
Svi organi koji nastaju iz ektoderma, kao što su živčani sustav, kosa, zubi i mnoge žlijezde s vanjskim izlučivanjem, potječu od dva susjedn sloja tkiva: epitel i mezenhim.
 Nekoliko tvari su posrednici organogeneze ektoderma: FGF, TGFβ, signalni protein Wnt i regulatori iz porodice Hedgehog. Vrijeme u kojem nastaju organi iz ektoderma ovisi o invaginaciji epitelnih stanica.FGF-9 je važan čimbenik u početku razvoja zubnih slojeva. Brzina epitelne invaginacije je značajno povećana djelovanjem FGF-9, koji se izlučuje samo u epitelu, a ne u mezenhimu. FGF-10 potpomaže stimulaciju diobe epitelnih stanica, kako bi se napravili veći zubni slojevi. Zubi sisavaca razvijaju se iz ektoderma izvedenog iz mezenhima: usni ektoderm i neuralni greben.

## Klinička važnost

### Ektodermalna displazija
Ektodermalna displazija je rijetko, ali ozbiljno stanje u kojem se skupine tkiva (posebno zubi, koža, kosa, nokti i znojne žlijezde) nastale iz ektoderma nenormalno razvijaju. Ektodermalna displazija je nejasan pojam, jer podstoji preko 170 podvrsta ektodermalne displazije. Prihvaćeno je da je bolest uzrokovana mutacijom ili kombinacijom mutacija u broju gena. Istraživanje bolesti se nastavlja, jer je otkriven samo dijelić mutacija umiješanih u podvrste ove bolesti.
Hipohidrotička ektodermalna displazija (HED) je najčešća podvrsta ove bolesti. Klinički slučajevi pacijenata s ovim stanjem pokazuju niz simptoma. Jedna od najčešćih abnormalnosti je hipohidroza ili nemogućnost znojenja, koja se može pripisati disfunkciji znojnih žlijezda. To može biti posebno opasno u toplim klimama gdje pacijenti mogu dobiti toplinski udar. S ovim poremećajem su povezane i različite malformacije lica, kao što je nepravilan oblik ili odsutnost zubi, naborana koža oko očiju, nepravilan oblik nosa, kao i rijetka i tanka kosa. Kožni problemi, kao što je dermatitis su se također pojavljivali u nekim slučajevima. Ova bolest uglavnom napada mušku djecu jer imaju samo jedan X chromosome, što znači da je jedna kopija mutiranog gena dovoljna da izazove nenormalan razvoj. Kod ženskog spola, oba X kromosoma bi trebala nositi gensku mutaciju. Ako žena ima mutiranu verziju gena na jednom od X kromosoma, ona se smatra nositeljem bolesti.

## izvori
1. 1 2 3 4 5  Gilbert, Scott F. Developmental Biology. 9th ed. Sunderland, MA: Sinauer Associates, 2010: 333-370. Print.
2. ↑  Langman's Medical Embryology, 11th edition. 2010.
3. ↑  Arhivirana kopija. Inačica izvorne stranice arhivirana 13. kolovoza 2009. Pristupljeno 19. prosinca 2014. journal zahtijeva |journal= (pomoć)CS1 održavanje: arhivirana kopija u naslovu (link)
4. 1 2  Arhivirana kopija. Inačica izvorne stranice arhivirana 7. srpnja 2011. Pristupljeno 19. prosinca 2014. journal zahtijeva |journal= (pomoć)CS1 održavanje: arhivirana kopija u naslovu (link)
5. ↑  Baer KE von (1986) In: Oppenheimer J (ed.) and Schneider H (transl.), Autobiography of Dr. Karl Ernst von Baer. Canton, MA: Science History Publications.
6. ↑  O'Rahilly R, Müller F. Neurulation in the normal human embryo. Ciba Found Symp. 1994;181:70-82; discussion 82-9. Review. PubMed PMID 8005032.forabettalorretta 21:18, 19 March 2013
7. ↑  Pispa, J; Thesleff, I. 15. listopada 2003. Mechanisms of ectodermal organogenesis. Developmental biology. 262 (2): 195–205. doi:10.1016/S0012-1606(03)00325-7. PMID 14550785
8. ↑  Priolo, M.; Laganà, C. Rujan 2001. Ectodermal Dysplasias: A New Clinical-Genetic Classification. Journal of Medical Genetics. 38 (9): 579–585. doi:10.1136/jmg.38.9.579. PMID 11546825
9. ↑  Clarke, A., D. I. Phillips, R. Brown, and P. S. Harper. "Clinical Aspects of X-linked Hypohidrotic Ectodermal Dysplasia." Archives of Disease in Childhood 62.10 (1987): 989-96. Print.